# Daniel Martín (acteur)
Cet article concerne l'acteur espagnol (1935-2019). Pour l'acteur français (1951-2024), voir Daniel Martin (acteur).
Daniel Martín, né le 12 mai 1935 à Carthagène (Espagne) et mort le 28 septembre 2009 à Saragosse, est un acteur espagnol.

## Biographie
Daniel Martín est un acteur populaire en Espagne. Entre les années 1960 et les années 1990, il a joué dans environ 70 films. Il a été très actif dans le genre des westerns spaghetti, ainsi que dans la comédie.

## Filmographie partielle
- 1964 : Pour une poignée de dollars (Per un pugno di dollari), de Sergio Leone : Julián
- 1965 : La Chute des Mohicans (Uncas, el fin de una raza), de Mateo Cano : Uncas
- 1965 : Le Dernier des Mohicans de Harald Reinl[1] : Uncas
- 1967 : Quatre, trois, deux, un, objectif Lune (...4..3..2..1...morte), de Primo Zeglio : capitaine Flipper
- 1968 : Une minute pour prier, une seconde pour mourir (Un minuto per pregare, un istante per morire), de Franco Giraldi : Père Santana (non crédité)
- 1971 : Les Quatre Mercenaires d'El Paso (El hombre de Río Malo), d'Eugenio Martín : le faux Montero
- 1971 : Allons tuer Sartana (Vamos a matar Sartana), de George Martin et Mario Pinzauti
- 1972 : Gare-toi Gringo v'la Sabata ! (Judas... ¡toma tus monedas!), d'Alfonso Balcázar et Pedro Luis Ramírez : Luke Morgan
- 1972 : Il n'y a plus de saints au Texas (Lo credevano uno stinco di santo), de Juan Bosch Palau : Paco
- 1972 : Clint, une corde pour te pendre (El retorno de Clint el solitario), d'Alfonso Balcázar : Slim
- 1973 : Le Témoin à abattre (La polizia incrimina, la legge assolve), d'Enzo G. Castellari : Rico
- 1973 : Croc-Blanc de Lucio Fulci : Charly[2]
- 1974 : Dieci bianchi uccisi da un piccolo indiano, de Gianfranco Baldanello : Condor
- 1978 : La ciudad maldita (es) de Juan Bosch Palau[3] : Max Thaler